# Суперкубок Молдовы по футболу 2016
Суперку́бок Молда́вии по футбо́лу 2016 (рум. Supercupei Moldovei Orange 2016) — девятый розыгрыш Суперкубка Молдавии, футбольного матча, в котором встречались чемпион Молдавии и обладатель Кубка страны предыдущего сезона. Матч прошел в среду 10 августа 2016 года в Тирасполе, в нём встретились обладатель Кубка Молдавии сезона 2015/16 «Заря» и действующий чемпион Молдавии тираспольский «Шериф» (номинальный хозяин). Победу со счётом 3:1 одержал тираспольский клуб.

## Выбор даты и места проведения
21 апреля исполнительный Комитет ФМФ принял решение, что Суперкубок Молдовы пройдет на Главной арене СК «Шериф» в Тирасполе, а 8 июня стала известна дата и время проведения игры — 10 августа в 20:00.
14 июня стало известно, что номинальным хозяином будет тираспольский клуб. 8 августа в продажу поступили билеты, цена которых начиналась от 10 рублей ПМР.
9 августа стало известно, кто рассудит встречу двух команд. Главным арбитром был назначен Пётр Стоянов, а его помощниками Виталий Горбатов и Владислав Лифчиу, дополнительные арбитры – Виктор Бугенко и Руслан Мунтян, резервный арбитр будет Захария Котруцэ.

## Место проведения
Главная арена СК «Шериф» рассчитана на 13 300 сидячих зрительских мест, стадион оборудован телевизионной системой, позволяющей вести прямую трансляцию матчей. Раздевалки команд оснащены в соответствии с рекомендациями УЕФА, для команд имеются крытые разминочные залы, расположенные рядом с раздевалками. Игровое поле размером 105×68 м выполнено из натурального травяного газона, оно имеет дренажную систему, автоматическую систему полива, а также оборудовано системой подогрева поля. В 2011 году УЕФА выдвинула обновлённые правила для инфраструктуры стадионов, в связи с этим главная арена спорткомплекса «Шериф» подверглась реконструкции. Была произведена полная замена газона, реконструкция трибун, с оборудованием сектора для людей с ограниченными возможностями, улучшена дренажная система, добавлены новые места для запасных игроков и тренерского штаба команд, а также обновлен тоннель для выхода игроков на поле из подтрибунных помещений.

## Подробности
| 10 августа 2016 20:00 (UTC+2)                  | \| Шериф \| 3:1 Протокол \| Заря \| \| Суботич 16′ · Суботич 82′ (пен.) · Ребенжа 90′ \| Голы \| Бугаев 20′ \| | Малая арена СК «Шериф», Тирасполь Зрителей: 3000 Судья: Пётр Стоянов |
| Шериф                                          | 3:1 Протокол                                                                                                   | Заря                                                                 |
| Суботич 16′ · Суботич 82′ (пен.) · Ребенжа 90′ | Голы | Бугаев 20′                                                           |

| Шериф | Заря |

| Судейская бригада - Главный арбитр: Петр Стоянов - Помощники главного арбитра: - Виталий Горбатов - Владислав Лифчиу - Дополнительные арбитры: - Виктор Бугенко - Руслан Мунтян - Резервный арбитр: Захария Котруцэ - Инспектор матча: Олег Берладян - Делегат ФМФ: Петр Солтанич | Регламент матча - 90 минут основного времени. - Послематчевые пенальти в случае необходимости. - Без ограничений запасных с каждой стороны. - Максимальное количество замен — по четыре с каждой стороны. |

### Статистика матча
|                  | Шериф | Заря |
| ---------------- | ----- | ---- |
| Голы             | 3     | 1    |
| Удары            |       |      |
| Удары в створ    |       |      |
| Угловые          |       |      |
| Фолы             |       |      |
| Офсайды          |       |      |
| Жёлтые карточки  | 1     | 4    |
| Красные карточки |       | 1    |